# Ermogene di Priene

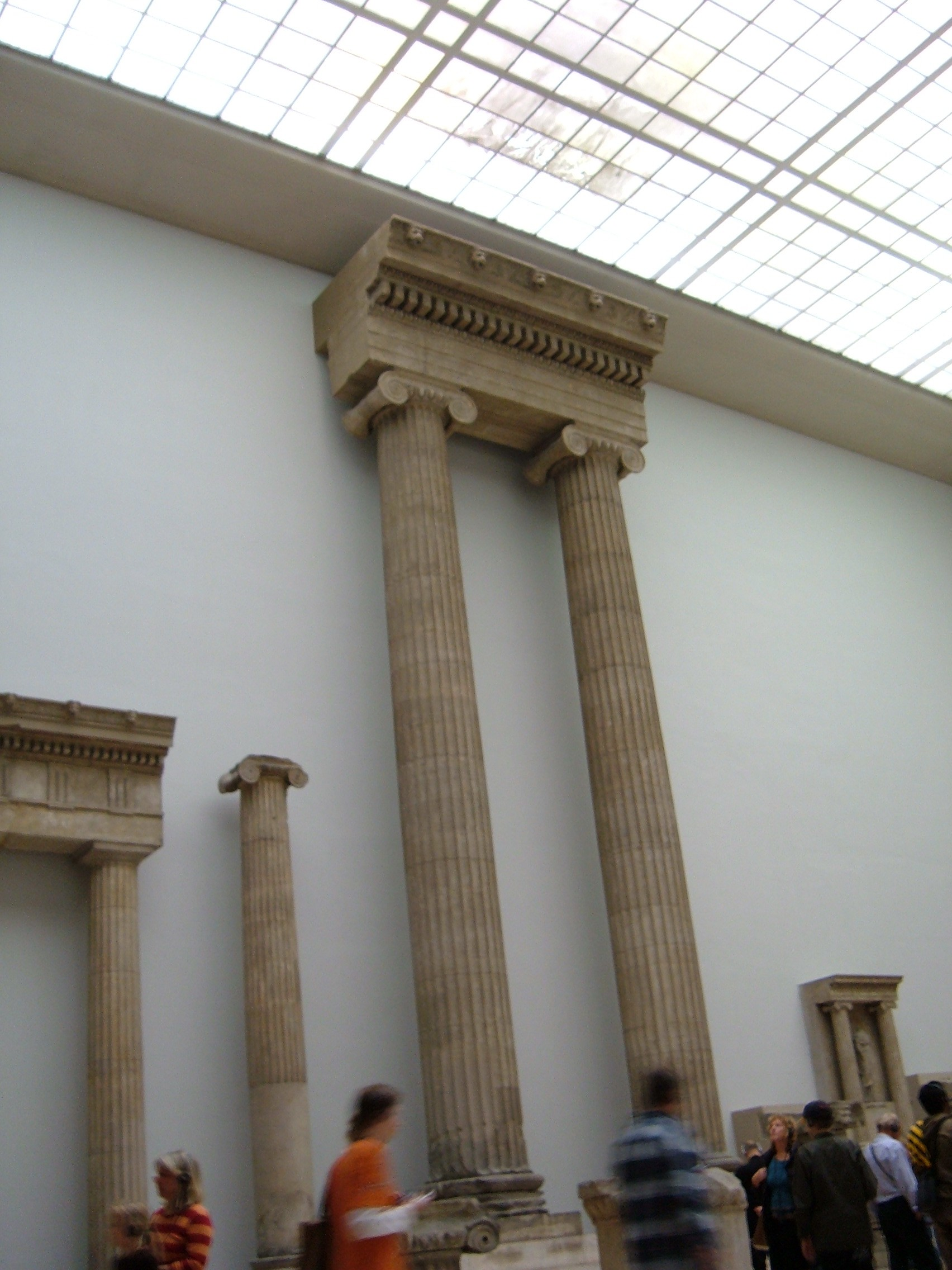
Ricostruzione dell'ordine ionico del tempio nel Pergamonmuseum di Berlino

Ermogene (in greco antico: Ἐρμογένης?, Ermogènes, in latino Hermogĕnes; III secolo a.C. – II secolo a.C.) è stato un architetto greco antico.

## Biografia
Forse originario di Priene, Ermogene fu attivo tra la fine del III secolo e l'inizio del II secolo a.C. in Asia Minore. Fu anche un teorico dell'architettura e i suoi scritti, andati perduti, esercitarono un notevole influsso su Vitruvio.

## Opere
Le sue opere principali sono il tempio di Dioniso a Teo e i templi di Zeus Sosipoli e di Artemide Leucofriene a Magnesia al Meandro; quest'ultimo, costruito fra il 220 e il 206 a.C., rappresenta l'opera più significativa di Ermogene. 
Di ordine ionico, ha otto colonne sulla fronte (ottastilo) e quindici sui lati lunghi, fregio scultoreo raffigurante un'amazzonomachia e grondaie leonine; gli ampi spazi della peristasi con stretti intercolumni conferiscono all'edificio snellezza, ariosità e l'aspetto scenografico tipico del gusto ellenistico.